# Elecciones estatales de Sabah de 1967
Las elecciones estatales de Sabah de 1967 tuvieron lugar en abril del mencionado año con el objetivo de elegir a los 32 escaños de la primera legislatura estatal electa de Sabah. Fueron los primeros comicios que celebraría el estado después de su fusión con Malasia, y las primeras elecciones directas en toda su historia. Una vez elegidos los 32 escaños, estos investirían a un Ministro Principal (Gobernador) para el período 1967-1972, a no ser que se realizaran elecciones adelantadas durante este período. Originalmente previstas para 1969, fueron adelantadas y por lo tanto se realizaron en desfase con las elecciones federales para el Dewan Rakyat de Malasia a nivel nacional.
El gobierno provisional liderado por Peter Lo Sui Yin, de la Alianza oficialista a nivel federal, obtuvo una holgada victoria con el 50.48 % del voto popular y 19 de los 32 escaños, correspondientes 14 a la Organización Nacional Unida de Sabah (USNO) y 5 a la Asociación China de Sabah (SCA). Lo Sui Yin, que era candidato de la SCA, perdió su escaño y por lo tanto no pudo ser reelegido para un mandato completo, siendo reemplazado por Mustapha Harun, de la USNO. En segundo lugar quedó la Organización Pasokmomogun Kadazan Unida (UPKO) de Fuad Stephens, quien fuera el primer gobernador de Sabah entre 1963 y 1964, con el 39.49 % de los votos y 12 escaños, 2 de ellos ganados sin oposición el día de la nominación. Las candidaturas independientes lograron el 10.03% de los sufragios restante, y solo uno, Yap Pak Leong, resultó elegido. La participación fue sumamente alta, del 88.07 % del electorado registrado en circunscripciones disputadas.
Las elecciones fueron consideradas un éxito para el gobierno federal, sobre todo por la derrota de Sephens, visto como muy contrario a cooperar con el gobierno malasio y un probable secesionista. Harun gobernaría hasta 1975 e irónicamente sería expulsado del poder acusado de intentar secesionar Sabah.

## Contexto
La primera legislatura de Sabah fue elegida indirectamente en 1964, tras la incorporación del estado a la Federación de Malasia, y se mantuvo en el poder hasta su disolución el 1 de febrero de 1967. Se fijó como día de la nominación el 8 de marzo de 1967, dando un mes de campaña a los partidos participantes.

## Resultados
|  | 41.01 % |

|  | 43.75 % |

|  | 9.47 % |

|  | 15.63 % |

|  | 50.48 % |

|  | 59.38 % |

|  | 39.49 % |

|  | 37.50 % |

|  | 10.03 % |

|  | 3.13 % |

|  | 97.71 % |

|  | 2.29 % |

|  | 100 % |

|  | 88.07 % |